# Champdieu (Fluss)
Der Champdieu ist ein kleiner Fluss in Frankreich, der weitgehend im Département Loire in der Region Auvergne-Rhône-Alpes verläuft. 

## Flusslauf
Er entspringt in einer Exklave der Gemeinde La Chapelle-en-Lafaye, entwässert generell Richtung Südwest und mündet nach rund 16 Kilometern an der Gemeindegrenze von Usson-en-Forez und Sauvessanges als linker Nebenfluss in die Ance. In seinem Mündungsabschnitt erreicht er die Ance bei einer künstlichen Umleitung aufgrund einer Wehranlage. Hier berührt er auch auf einer minimalen Distanz das Département Puy-de-Dôme. In seinem Mittelteil und Unterlauf verläuft der Fluss parallel zur Bahnstrecke Chemin de Fer du Haut-Forez, einer Museumsbahn, die aktuell zwischen Estivareilles und Craponne betrieben wird.

## Orte am Fluss
(Reihenfolge in Fließrichtung)
- La Maisonneuve, Gemeinde La Chapelle-en-Lafaye
- Les Garniers, Gemeinde Estivareilles
- Teissonnières, Gemeinde Usson-en-Forez
- Usson-en-Forez
- Lissac, Gemeinde Usson-en-Forez
- Benibaud, Gemeinde Usson-en-Forez

## Sehenswürdigkeiten
- Eisenbahnviadukt von Pontempeyrat auf der Bahnstrecke Chemin de Fer du Haut-Forez über die Ance, nahe der Mündung des Champdieu

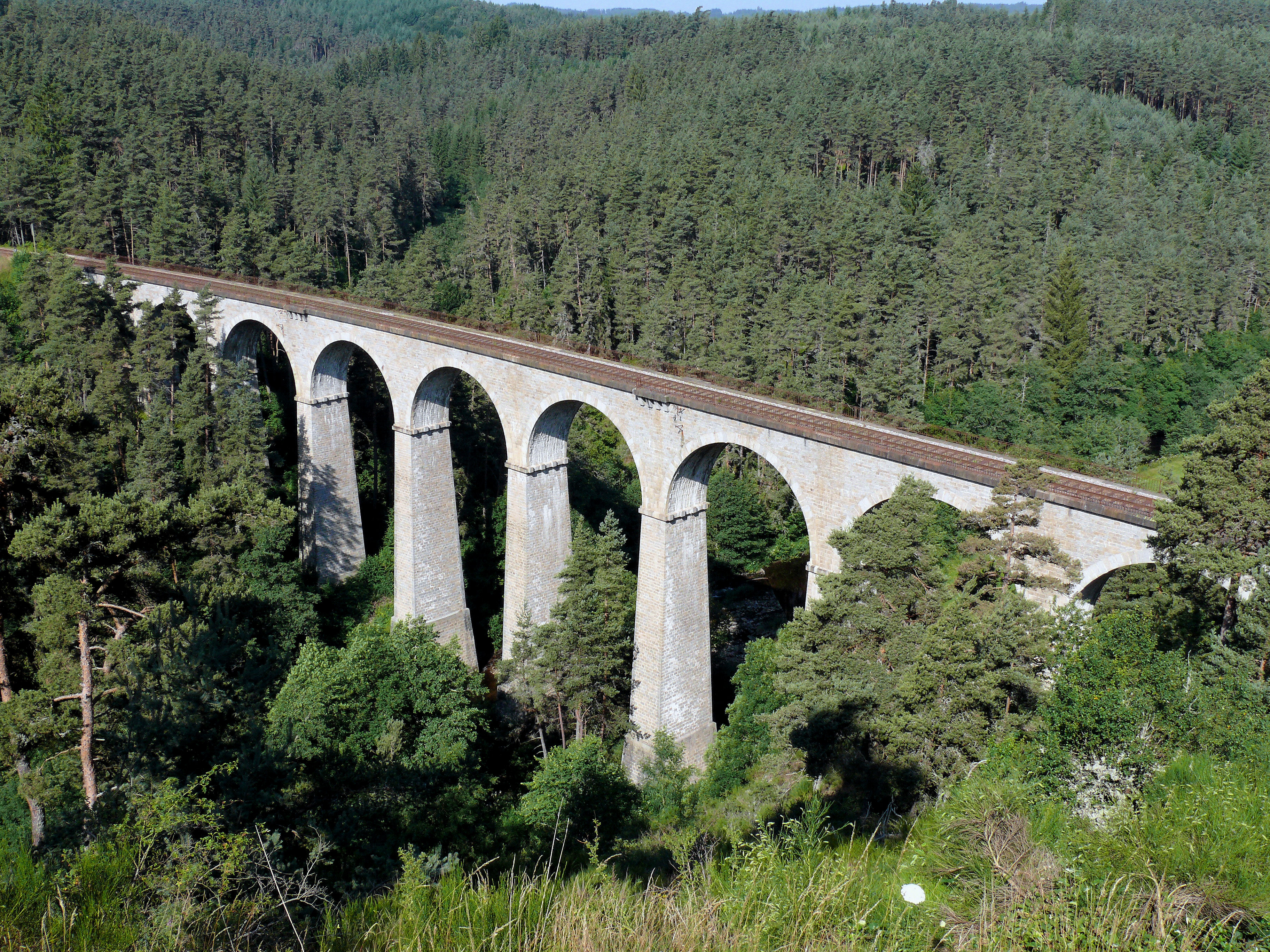
Das Viadukt von Pontempeyrat